# Kochav Yaakov
Kochav Yaakov (en hebreu: כוכב יעקב) (en català: L'estel de Jacob) és un assentament religiós israelià, que està situat al consell regional de Matte Binyamin, a l'Àrea de Judea i Samaria, a la Cisjordània ocupada. L'assentament, es troba a uns deu minuts en cotxe dels barris de Jerusalem de Pisgat Zeev i Neve Yaakov. El 2021 comptava amb una població de 9.524 habitants.

## Història
Kochav Yaakov va ser fundat el 1985 pel moviment Amana, i va ser inicialment anomenat Abir Yaakov en honor del rabí Yaakov Abuhatzeira. El 1988, el seu nom va ser canviat per Kochav Yaakov. El barri haredí de Tel Zion, que fou establert el 1990, és part del llogaret.

## Educació
El sistema educatiu de Kochav Yaakov inclou guarderies, llars d'infants, i escoles religioses.

## Residents notables
- Bat El Gatterer, campiona europea i olímpica de Taekwondo.